# Holiday in Catatonia
Holiday in Catatonia ist das dritte Studioalbum der deutschen Punkrock-Band Jupiter Jones. Das deutschsprachige Album erschien im Mai 2009 auf dem bandeigenen Label Mathildas und Titus’ Tonträger.

## Entstehung
Da Bassist Klaus Hoffmann die Band vor den Aufnahmen verließ, ist auf dem Album hauptsächlich Gastmusiker Martin Hiltawski am Bass zu hören. Auch Gitarrist Sascha Eigner spielte für einige Titel die Bassspuren ein.
Bei einzelnen Titeln wurde die Band zudem von weiteren Gastmusikern unterstützt. Schauspielerin Jana Pallaske, die zur Zeit der Aufnahme mit Quentin Tarantino den Film Inglourious Basterds drehte, ist auf „Nordpol / Südpol“ als Duettpartnerin von Sänger Müller zu hören.
Ingo Knollmann (Donots), der auch schon an Entweder geht diese scheußliche Tapete… oder ich mitwirkte, singt zusammen mit Müller den Titel Du und Jörg Haider.

## Veröffentlichung
Bereits im März 2009 erschien die Single Das Jahr, in dem ich schlief, die bereits eine Woche vor Veröffentlichung ausverkauft war.
Holiday in Catatonia erschien am 22. Mai 2009 als sechsseitiges Digipak mit einem 12-seitigen Begleitheft. Das Album erschien auch Sonderausgabe, die neben dem Album auch eine DVD mit einem 45-minütigen Making-of sowie das Video zur Singleauskopplung Das Jahr, in dem ich schlief enthielt.

## Titelliste
1. „Das zu wissen“ (Text: Müller, Musik: Eigner)
2. „Das Jahr in dem ich schlief“ (Text: Müller, Musik: Eigner)
3. „Was anders war“ (Text und Musik: Müller)
4. „Eine Landjugend“ (Text: Müller, Musik: Eigner)
5. „Nordpol / Südpol“ (Text: Müller, Musik: Eigner)
6. „Er lässt doch immer alles fallen“ (Text: Müller, Musik: Eigner)
7. „Du und Jörg Haider“ (Text und Musik: Müller)
8. „Da leiden hier leiden“ (Text: Müller, Musik: Eigner)
9. „Wer winkt hier eigentlich wem“ (Text: Müller, Musik: Eigner)
10. „Heute ist der erste Tag an dem ich mich offiziell alt fühle“ (Text und Musik: Müller)
11. „Und dann warten“ (Text und Musik: Müller)

## Rezeption

### Rezensionen
Für das Online-Magazin Mainstage schrieb Christopher Quadt, Jupiter Jones hätten ihre musikalische Basis gefunden, auch auf Holiday in Catatonia sei „Punk-Rock in Reinform“ zu hören. Der Fokus liege jedoch vor allem auf „den Geschichten, die Sänger Nicholas Müller in fast schon poetischer Direktheit zu erzählen vermag.“
Kristina Knöbel, die das Album für die Musikzeitschrift Intro rezensierte, attestierte der Band „sprühende Energie, lebensnahe Texte“ und Sänger Nicholas Müller eine „Stimme mit […] absolute[m] Wiedererkennungswert“. Doch sei das Album im Vergleich zur ersten Single „Das Jahr, in dem ich schlief“ enttäuschend. Häufig könnten Texte und Gesang auch von Pur-Sänger Hartmut Engler stammen, einige der Balladen seien „arg Richtung Kitsch [abgerutscht]“.

### Charts und Chartplatzierungen
Holiday in Catatonia stieg erstmals am 5. Juni 2009 auf Rang 97 der deutschen Albumcharts ein, dies war zugleich die einzige Chartnotierung in den Top 100. Das Album avancierte zum ersten Chartalbum für Jupiter Jones in Deutschland.
| ChartsChartplatzierungen | Höchstplatzierung | Wochen |
| ------------------------ | ----------------- | ------ |
| Deutschland (GfK)        | 97 (1 Wo.)        | 1      |